# Die Frau in Schwarz
Die Frau in Schwarz (Originaltitel: The Woman in Black) ist ein 2012 veröffentlichter Horrorfilm des Studios Hammer Film Productions unter der Regie von James Watkins. Das Drehbuch stammt von Jane Goldman und basiert auf dem gleichnamigen Roman von Susan Hill aus dem Jahr 1983. Der nordamerikanische Kinostart war am 3. Februar 2012 und eine Woche später war er in Großbritannien zu sehen. Der Kinostart in Deutschland und Österreich erfolgte am 29. März 2012.

## Handlung
Großbritannien im Zeitalter Eduards VII. (1901–1914): Der junge Anwalt Arthur Kipps ist seit dem Tod seiner Frau, die bei der Geburt des gemeinsamen Sohnes starb, vom Gram zerfressen. Er wird von seiner Kanzlei beauftragt, den Nachlass der verstorbenen Alice Drablow zu regeln. Hierzu muss er die Papiere in deren verlassenem Herrenhaus, dem Eel Marsh House, bearbeiten. Da der Witwer in seiner Kanzlei inzwischen als verzichtbar gilt, nimmt er diesen ungeliebten Auftrag an. Er begibt sich mit dem Zug in das abgelegene Küstendorf Crythin Gifford, sein inzwischen vierjähriger Sohn und dessen Kindermädchen sollen vier Tage später nachreisen.
Als er im Dorf ankommt, verhalten sich die Dorfbewohner ihm gegenüber ablehnend und feindselig und wollen ihn zur raschen Abreise bewegen. Nur wenige, wie der wohlhabende Sam Daily, verhalten sich ihm gegenüber freundlich. Das Herrenhaus befindet sich auf einer Anhöhe im Watt und ist nur bei Ebbe erreichbar. Während Kipps die Papiere im Eel Marsh House durchgeht, erblickt er mehrmals eine Frau in Schwarz und wird Zeuge weiterer bedrückender Ereignisse. Als er dies gerade im örtlichen Polizeirevier, vor einem sichtlich verzweifelten Beamten, berichtet, bringen zwei kleine Jungen ihre Schwester in das Revier. Diese hat Lauge getrunken und stirbt vor seinen Augen.
Bei weiteren Nachforschungen kommt Kipps allmählich hinter das Geheimnis der Familie Drablow: Alice hatte ihre psychisch labile Schwester Jennet seinerzeit entmündigen lassen, deren Sohn Nathaniel adoptiert und jeden weiteren Kontakt zwischen Mutter und Kind unterbunden. Der Junge kam dann später bei einem Unfall in den Marschen ums Leben, wobei seine Leiche nicht geborgen werden konnte. Jennet beging daraufhin Suizid, indem sie sich im Kinderzimmer erhängte. In einem Abschiedsbrief schwor sie, niemals zu vergeben, dass man ihr Kind hatte sterben lassen. Seitdem wird ihr Geist immer wieder als schwarz gekleidete Frau im und um das Eel Marsh House herum gesehen.
Als Kipps mitansehen muss, wie sich ein Mädchen selbst verbrennt und dabei die Frau in Schwarz im Raum steht, wird ihm klar, dass schon viele Kinder des Dorfes Opfer der Rache des Geistes von Jennet wurden. Jedes Mal, wenn sie von jemandem erblickt wird, sei es in der Villa oder auch flüchtig in den Marschen oder auf der Straße, verleitet sie Kinder des Dorfes dazu, sich auf grausame Weise umzubringen. Auch der Sohn von Sam Daily starb vor Jahren auf diese Weise, als die Frau in Schwarz ihn dazu brachte, sich im Meer zu ertränken. Doch anders als die Dorfbewohner hält Daily die Frau in Schwarz zunächst weiterhin für einen Aberglauben. Erst als er selbst im Haus die Stimme seines toten Sohnes hört, ändert er seine Ansicht.
Kipps und Daily bergen den Leichnam von Jennets Sohn aus den Marschen und setzen ihn im Sarg seiner Mutter bei, in der Hoffnung, dies werde ihrem Geist Ruhe geben. Doch als Kipps am Bahnhof seinen Sohn Joseph in Empfang nimmt, verleitet die Frau in Schwarz Joseph dazu, auf die Gleise zu treten, kurz bevor der Zug nach London kommt. Kipps springt auf die Gleise, um seinen Sohn zu retten, doch sie kommen beide ums Leben. Dabei starrt Daily voller Entsetzen durch die Fenster des Zuges und erblickt die Geister der getöteten Kinder sowie die Frau in Schwarz. Kipps und Joseph werden im Jenseits mit Kipps verstorbener Frau wiedervereint.

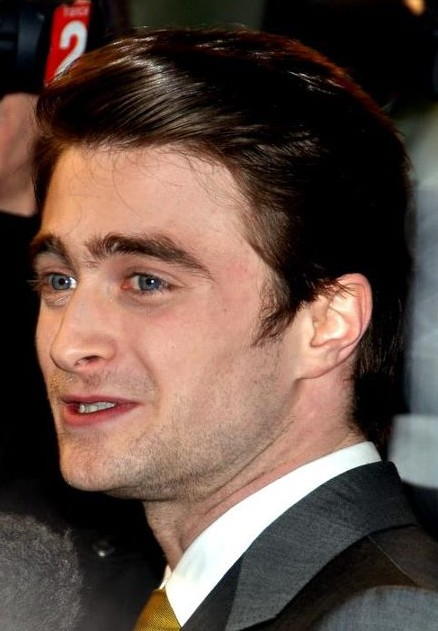
Daniel Radcliffe bei der französischen Filmpremiere

## Synchronisation
Die deutsche Synchronisation führte die Firma Christa Kistner Synchronproduktion GmbH. Dialogregie führte Stefan Fredrich, der auch das Dialogbuch schrieb.
| Schauspieler     | Synchronsprecher   | Rolle             |
| ---------------- | ------------------ | ----------------- |
| Daniel Radcliffe | Nico Sablik        | Arthur Kipps      |
| Ciarán Hinds     | Bernd Rumpf        | Samuel Daily      |
| Janet McTeer     |                    | Elizabeth Daily   |
| Sophie Stuckey   |                    | Stella Kipps      |
| Misha Handley    |                    | Joseph Kipps      |
| Liz White        | Debora Weigert     | Jennet Humfrye    |
| Shaun Dooley     | Olaf Reichmann     | Mr. Fisher        |
| Mary Stockley    | Christin Marquitan | Mrs. Fisher       |
| Jessica Raine    | Anja Rybiczka      | Nanny             |
| David Burke      | Rüdiger Evers      | Constable Collins |
| Roger Allam      | Helmut Gauß        | Mr. Bentley       |
| Tim McMullan     | Peter Reinhardt    | Mr. Jerome        |

## Hintergrund
Der Film basiert auf Susan Hills 1983 erschienener Novelle The Woman in Black. Das Werk ist bereits 1989 für das Fernsehen verfilmt worden. Es wurde auch für das Theater adaptiert und als Hörspiel ausgestrahlt. Der Kinofilm wurde erstmals 2009 angekündigt, mit Jane Goldman als Drehbuchautorin und James Watkins als Regisseur, der bereits mit Eden Lake Erfahrung im Genre sammelte. Ursprünglich als 3D-Film beabsichtigt wurde dieser Plan später wieder aufgegeben. Daniel Radcliffe als Hauptdarsteller wurde im Juli 2010 bekannt gegeben. Um sich besser in die Rolle als Vater einfühlen zu können, spielt sein Patenkind Misha Handley seinen Sohn im Film. In einem Gespräch mit der deutschen Horrorzeitschrift VIRUS in München nennt Radcliffe seine Vorliebe für den Schauspieler Peter Cushing als einen der Gründe für die Wahl dieser Rolle.
Die Dreharbeiten begannen schließlich im September 2010 und dauerten bis Dezember an, bis sich der Film anschließend, bis Juni 2011, in Nachproduktion befand. Die Aufnahmen für das Dorf Crythin Gifford fanden dabei im Yorkshire-Dales-Nationalpark, im Dorf Halton Gill statt. Für die Dreharbeiten wurden dort Straßenschilder und Satellitenschüsseln entfernt. Die real existierende Villa wurde dabei nur für Außenaufnahmen genutzt. Innenaufnahmen entstanden im Studio und teilweise im Layer Marney Tower. Bei der Straße zur Insel wurde die – tatsächlich nur bei Ebbe benutzbare – Zufahrt nach Osea Island in Essex verwendet.

## Rezeption

### Kritiken
Der Film erhielt mehrheitlich positive Kritiken. Auf der Filmkritik-Seite Rotten Tomatoes liegt der Anteil der positiven Kritiken bei 65 Prozent.

„Der Film ist effektvoll, weil Regisseur James Watkins weiß, dass es sich bei ihm nicht um eine Charakterstudie handelt. Das Geisterhaus ist der Star.“

„Behäbig, aber böse. Alte Haunted House-Schule trifft auf ein stimmungsvolles Setting, gekonnte Schocks und einen sich frei spielenden Daniel Radcliffe. Hier wird alte Schule zelebriert, mit langen Kamerafahrten über das triste, neblige und perfekt ausgesuchte Marschland, mit knarzenden Dielen, dunklen Korridoren, surrealen Selbstmorden und immer wieder mit einem schwarz gekleideten, aschhäutigen Rachegeist, dank dem Watkins einige wirklich markerschütternde Momente kreiert.“

„‚Die Frau in Schwarz‘ beugt sich nicht dem Druck, ständig Hochspannung erzeugen zu müssen. Und das macht schon deshalb nichts, weil der Film auch als düsteres Melodram über den Verlust eines geliebten Menschen funktioniert. Arthur wird durch seinen Schmerz mit der schwarzen Frau verbunden, aber auch im Dorf sterben so viele Kinder, dass sich die Eltern erst gar nicht richtig an sie gewöhnen wollen. Wirklich keine Figur bleibt von diesen Verlustängsten verschont. Und am Ende gibt es nicht einmal mehr einen Unterschied zwischen den Lebenden und den Toten.“

### Einspielergebnis
Das Budget des Filmes lag bei rund 15 Millionen US-Dollar, wobei die Einspielergebnisse fast 129 Millionen US-Dollar betragen. Damit ist Die Frau in Schwarz bereits der erfolgreichste britische Horrorfilm der letzten 20 Jahre.

## Filmfassungen
Für die Kinoveröffentlichung in Großbritannien wurde der Film, um eine niedrigere Altersfreigabe erreichen zu können, um sechs Sekunden gekürzt. Zusätzlich wurden einige Klangeffekte in der Lautstärke reduziert. In den deutschen Kinos lief der Film auch in dieser gekürzten Fassung mit einer Freigabe ab 12 Jahren. Die Veröffentlichung auf DVD und Blu-ray erfolgte jedoch in einer ungekürzten Fassung ab 16 Jahren.

## Fortsetzung
Im April 2012 wurde bekannt gegeben, dass das Produktionsstudio Hammer Films schon seit einiger Zeit Pläne zu einer Fortsetzung des Gruselfilms verfolgt. Jon Croker, der bisher als Autorenredakteur tätig war, sollte das Drehbuch schreiben, wobei er von Susan Hill beraten wird. Seit Mitte Oktober 2012 stand Tom Harper als Regisseur des Films fest.
Die Frau in Schwarz 2: Engel des Todes kam am 1. Januar 2015 in die britischen Kinos. In Deutschland hatte der Film seinen Kinostart am 19. Februar 2015.